# Think About Us
Think About Us – utwór żeńskiego zespołu brytyjskiego Little Mix z gościnnym udziałem amerykańskiego piosenkarza Ty Dolla Sign'a wydany 25 stycznia 2019 roku nakładem wytwórni Syco Music jako drugi, a zarazem ostatni singel promujący ich piąty album studyjny, LM5 (2018). Nagranie wyprodukowane przez Camille Purcell, duet Goldfingers oraz Louisa Bella było notowane w pierwszej trzydziestce listy UK Singles Chart i pokryte srebrną płytą za sprzedaż na poziomie 200 tys. kopii na terenie Wielkiej Brytanii.
W Polsce utwór uzyskał status złotej płyty.

## Teledysk
Zdjęcia do wideoklipu promującego singel zostały nakręcone w połowie grudnia 2018 roku w Londynie, mając później swoją oficjalną premierę w piątek, 15 lutego 2019 roku w serwisach YouTube i Vevo tuż po dwukrotnym przeniesieniu jego terminu.
Według reżyserów, teledysk zawiera motywy paranoi, kontroli i inwigilacji na podstawie "emocji i sensacji doświadczanych w związku miłosnym, które w przyszłości mogą być zagubione, gdzie pewne typy intymności nie są już możliwe". Ów koncepcja nawiązuje do uzyskanej sławy grupy przy użyciu zawartych zbiorów wraz z industrialną przestrzenią i inscenizacją inspirowaną panoptykonem, modelem więzienia zaprojektowanego przez Jeremy'ego Benthama. W klipie pojawia się także chłopak jednej z członkiń zespołu, Leigh-Anne Pinnock, angielski futbolista Andre Gray.

## Historia wydania
| Region     | Data             | Format                               | Wytwórnia  | Przypisy |
| ---------- | ---------------- | ------------------------------------ | ---------- | -------- |
| Cały świat | 25 stycznia 2019 | digital download, media strumieniowe | Syco Music | [ 5 ]    |
| Włochy     | 22 lutego 2019   | contemporary hit radio               | Sony Music | [ 6 ]    |